# Nathan P. Bryan

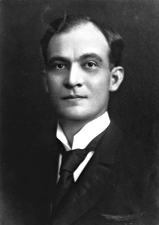
Nathan P. Bryan

Nathan Philemon Bryan (* 23. April 1872 bei Fort Mason, Orange County, Florida; † 8. August 1935 in Jacksonville, Florida) war ein US-amerikanischer Jurist und Politiker (Demokratische Partei), der den Bundesstaat Florida im US-Senat vertrat; später wurde er Bundesrichter.
Nathan Bryan besuchte die öffentlichen Schulen und machte 1893 seinen Abschluss am Emory College in Atlanta, der späteren Emory University. Danach studierte er bis 1895 an der juristischen Fakultät der Washington and Lee University in Lexington und wurde im selben Jahr in die Anwaltskammer aufgenommen, woraufhin er in Jacksonville zu praktizieren begann.
Von 1905 bis 1909 stand Bryan der Aufsichtsbehörde für die staatlichen Bildungseinrichtungen (Board of Control of the Florida State Institutions of Higher Education) vor. Am 22. Februar 1911 wurde er dann zum US-Senator ernannt, nachdem die Wahl in der Staatslegislative von Florida ergebnislos ausgegangen war. Die Bestätigung durch das Parlament folgte allerdings nur wenig später. Nach einer kompletten Amtsperiode zwischen dem 4. März 1911 und dem 3. März 1917 wurde Bryan im Jahr 1916 nicht mehr von seiner Partei nominiert. Während seiner Zeit im Senat war er unter anderem Vorsitzender des Committee on Claims.
Nach seinem Ausscheiden aus dem Kongress arbeitete Bryan wieder als Jurist. Er schlug die Ernennung zum Generalgouverneur der Philippinen durch US-Präsident Woodrow Wilson im Jahr 1917 aus, war dann Kurator der Emory University und wurde schließlich im April 1920 als Nachfolger von Robert Lynn Batts Richter am United States Court of Appeals for the Fifth Circuit, dem Bundesberufungsgericht für den dritten Gerichtskreis von Florida. Dieses Amt übte er bis zu seinem Tod im Jahr 1935 aus. Ihm folgte Edwin R. Holmes als Richter.
Sein jüngerer Bruder William war von 1907 bis 1908 ebenfalls US-Senator für Florida.
Die University of Florida verlieh ihm 1923 die Ehrendoktorwürde.

## Einzelnachweis
1. ↑  Honorary Degree Recipients (Memento vom 20. Dezember 2015 im Internet Archive) president.ufl.edu, abgerufen am 12. Januar 2021.

| Personendaten    | Personendaten                                                 |
| ---------------- | ------------------------------------------------------------- |
| NAME             | Bryan, Nathan P.                                              |
| ALTERNATIVNAMEN  | Bryan, Nathan Philemon (vollständiger Name)                   |
| KURZBESCHREIBUNG | US-amerikanischer Jurist und Politiker (Demokratische Partei) |
| GEBURTSDATUM     | 23. April 1872                                                |
| GEBURTSORT       | bei Fort Mason, Florida                                       |
| STERBEDATUM      | 8. August 1935                                                |
| STERBEORT        | Jacksonville, Florida                                         |